# Santa María de Pantasma
Santa María de Pantasma là một khu tự quản thuộc tỉnh Jinotega, Nicaragua. Khu tự quản Santa María de Pantasma có diện tích 560 ki lô mét vuông. Đến thời điểm năm 2005, huyện Santa María de Pantasma có dân số 37880 người.